# نهائي كأس الأمم الإفريقية 2025
نهائي كأس الأمم الأفريقية بالمملكة المغربية الشريف 2025 (بالإنجليزية: 2025 Africa Cup of Nations final) هي مباراة النهائي لكرة قدم لتحديد المنتخب الفائز في مسابقة كأس الأمم الأفريقية 2025، من النسخة الخامسة والثلاثون من كأس الأمم الأفريقية، بطولة كرة القدم الأفريقية للمنتخبات الوطنية لفئة الرجال التي تقام كل سنتين وينظمها الاتحاد الأفريقي لكرة القدم (الكاف)، و التي تستضيفها المملكة المغربية الشريفة للمرة الثانية على توالي بعد نسخة 1988 التي فازت بلقبها الكاميرون،. يذكر بأنه قد سبق للمغرب أن فازت بحق استضافة نسخة عام 2015 لكن طلب تأجيلها بسبب تفشي وباء إيبولا، وهو ما دفع الاتحاد الأفريقي إلى سحبها ملف الترشيح منه. كان المقترح الأول أن تقام المباراة النهائية في شهر أغسطس 2025.
أعلنت اللجنة التنفيذية بالاتحاد الأفريقي لكرة القدم (كاف) يوم الجمعة 21 يونيو 2024 عن مواعيد مسابقة كأس الأمم الأفريقية توتال إنيرجيز لكرة القدم البطولة الأكثر شعبية وتنافسية في القارة الأفريقية، أن بطولة كأس الأمم أفريقيا 2025، التي تستضيفها المغرب، ستنطلق يوم 21 ديسمبر 2025، على أن تقام المباراة النهائية يوم 18 يناير 2026.
وستكون هذه هي المرة الأولى في تاريخ كأس الأمم التي تنطلق فيها البطولة في ديسمبر وتستمر خلال فترة عيد الميلاد ورأس السنة الجديدة، بعد عدة نقاشات المعقدة مع مختلف الأطراف، في ضوء الرزنامة الدولية والمحلية المكتظة بالمباريات. وحماية وتعزيز مصالح اللاعبين الأفارقة الذين يلعبون في أندية كرة القدم في أوروبا وجميع أنحاء العالم. ستشهد الجدولة تداخل النهائيات التي يشارك فيها 24 منتخب مع البرنامج الاحتفالي للدوري الإنجليزي الممتاز، وستقام بين جولات المباريات في دوري أبطال أوروبا. كان الاتحاد الأفريقي لكرة القدم قد التزم في السابق بتنظيم بطولة كأس الأمم الإفريقية للرجال في نهاية موسم الأندية الأوروبية، في الفترة من يونيو إلى يوليو، لكن تلك التواريخ في العام المقبل ستتعارض مع النسخة الافتتاحية لكأس العالم للأندية التي يشارك فيها 32 فريقًا.

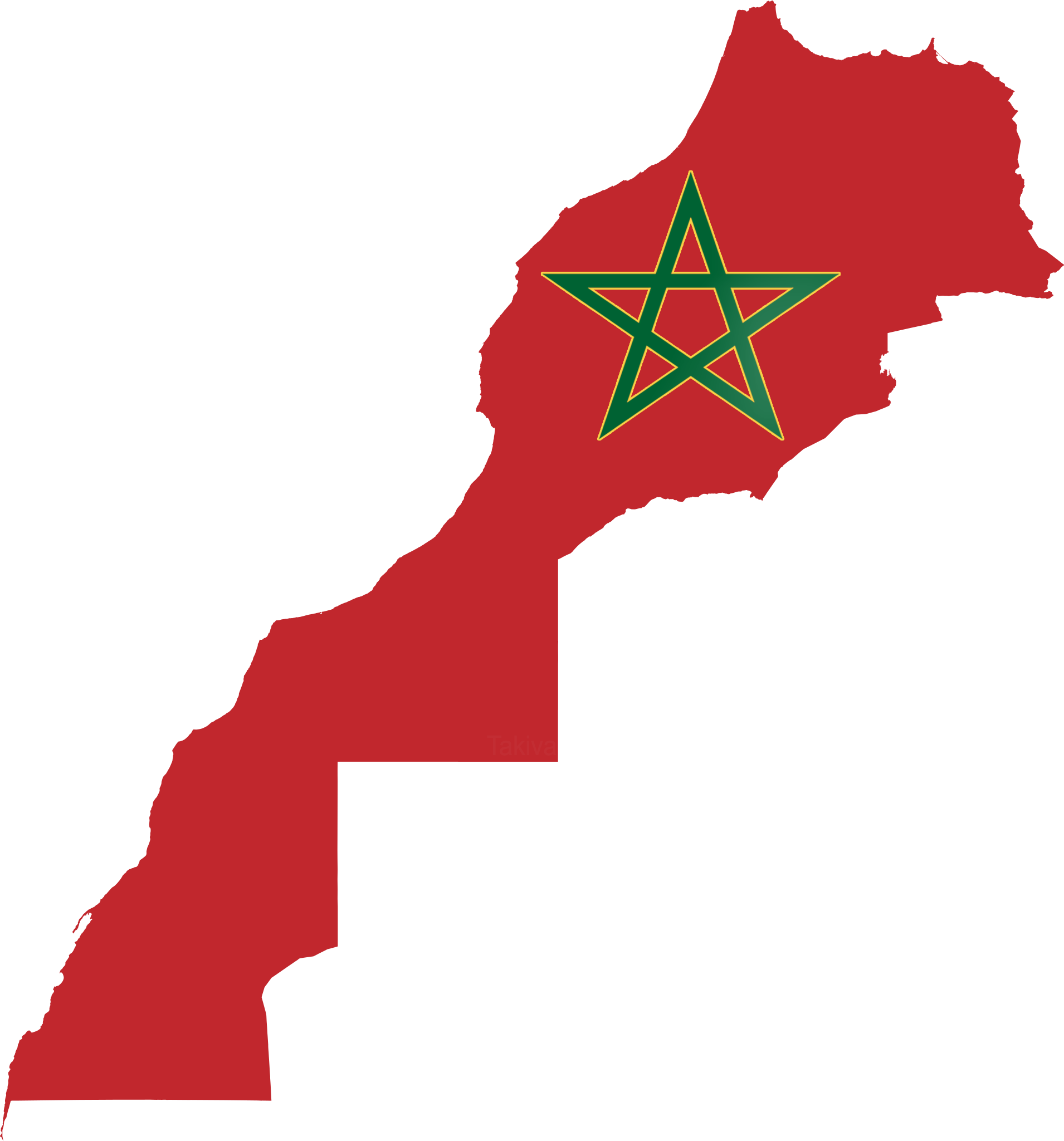
المغرب يحتفل بتنظيم نهائي كأس الأمم الإفريقية 2025

## خلفية
كشف الاتحاد الأفريقي لكرة القدم (كاف) يوم الأربعاء 27 سبتمبر 2023 عبر مؤتمر صحفي في القاهرة عقدته اللجنة التنفيذية للاتحاد الأفريقي ورئيسه الجنوب أفريقي باتريس موتسيبي أعلن فيه عن هوية البلدين المضيفين لنسختي كأس أفريقيا 2025 و2027، بعد يوم من سحب الجزائر ملفي ترشيحها. وكانت الجزائر تتنافس مع المغرب وملف مشترك بين نيجيريا وبنين على نسخة 2025، ومع السنغال وبوتسوانا وملف ثلاثي مشترك لكينيا وتنزانيا وأوغندا على نسخة 2027. جاء فوز ملف المغرب بحق استضافة كأس الأمم الأفريقية لكرة القدم لعام 2025 بعدما سحبت نيجيريا وبنين ملفهما المشترك، فيما نالت كينيا وتنزانيا وأوغندا حق استضافة نسخة عام 2027، وفق ما أعلن الاتحاد الأفريقي للعبة (كاف).

## الفريقين
| الفريق     | التتويج | الظهور في نهائيات كأس الأمم الأفريقية السابقة (الخط الغليظ للأرقام يشير لسنة التتويج باللقب) |
| ---------- | ------- | -------------------------------------------------------------------------------------------- |
| يحدد لاحقاً |         |                                                                                              |
| يحدد لاحقاً |         |                                                                                              |

## الطريق إلى النهائي

### تفاصيل المباراة
| الفائز من المباراة 51 | المباراة 52 | الفائز من المباراة 50 |
| --------------------- | ----------- | --------------------- |
|                       |             |                       |

| يحدد لاحقاً | يحدد لاحقاً |

| رجل المباراة: الحكام المساعدين: الحكم الرابع: حكم تقنية الفيديو: مساعد حكم تقنية الفيديو: | قواعد المباراة - مدة المباراة 90 دقيقة مقسمة إلى شوطين مدة كل شوط 45 دقيقة. - تلعب أشواط إضافية من 30 دقيقة مقسومة إلى شوطين مدة كل شوط 15 دقيقة. - تطبق قاعدة ركلات الجزاء الترجيحية في حال استمرار التعادل في الأشواط الإضافية. - تواجد اثنى عشر لاعب في قائمة البدلاء، يمكن إجراء خمسة تبديلات بحد أقصى، مع السماح بتبديل سادس في الوقت الإضافي. |